# Roman Timofiejuk
Roman Timofiejuk (ur. 1953 w Sopocie) – polski artysta fotograf. Członek rzeczywisty Okręgu Gdańskiego Związku Polskich Artystów Fotografików. Członek Gdańskiego Towarzystwa Fotograficznego. Członek Bydgoskiego Towarzystwa Fotograficznego. Członek założyciel i prezes Zarządu Pomorskiego Klubu Fotografów Reklamowych. Członek Stowarzyszenia Morsy Gdyńskie, członek Stowarzyszenia Marynistów Polskich.

## Życiorys
Roman Timofiejuk studiował jest absolwentem Wyższej Szkoły Pedagogicznej w Bydgoszczy (studia w latach 1975–1979). W czasie studiów był członkiem rzeczywistym Bydgoskiego Towarzystwa Fotograficznego. Związany z gdańskim środowiskiem fotograficznym – mieszka i tworzy w Gdyni. Miejsce szczególne w jego twórczości zajmuje fotografia katalogowa, fotografia kreacyjna, fotografia krajobrazowa, fotografia portretowa, fotografia reklamowa. Fotografią artystyczną zajmuje się od połowy lat 70. XX wieku. Do swojej twórczości często wykorzystuje autorską technikę fotoakwarelową. Po raz pierwszy zaprezentował swoje fotografie na wystawie autorskiej (fotografii konceptualnej) w 1975 roku – w Bydgoszczy. W 1975 roku został członkiem rzeczywistym Gdańskiego Towarzystwa Fotograficznego. W latach 1980–1988 był instruktorem do spraw fotografii i współorganizatorem plenerów fotograficznych (m.in. w Kadynach, Pucku, we Wielu). do końca lat 70. XX wieku uczestniczył w Spotkaniach Młodych Fotografów w Iławie oraz Darłowie.
Roman Timofiejuk jest autorem oraz współautorem wielu wystaw fotograficznych indywidualnych, zbiorowych, poplenerowych, pokonkursowych. Jego fotografie wielokrotnie doceniano akceptacjami, nagrodami, wyróżnieniami, dyplomami, listami gratulacyjnymi. W 1988 roku został przyjęty w poczet członków rzeczywistych Okręgu Gdańskiego Związku Polskich Artystów Fotografików (legitymacja nr 612). Od 1991 roku wykonuje wolny zawód artysty fotografa. W 1999 roku był współtwórcą Pomorskiego Klubu Fotografów Reklamowych, w którym pełnił funkcję prezesa Zarządu.

## Wystawy indywidualne (wybór)
- Fotografia konceptualna (Bydgoszcz 1975)
- Pod Światło (Bydgoszcz 1976)
- Nastroje (Bydgoszcz 1978)
- Żukowo 83 (Żukowo 1983)
- Spotkania chóralne (Gdańsk 1983)
- Fotografia (Gdańsk 1986)
- Veduty (Słupsk 2003)
- Harmonia Obiektywna (Toruń 2013)[16]
- Genotyp (Ustka 2014)[15]
- Obraz Polski (Grudziądz 2015)[13]
- Rzeczywistość Symetryczna (Słupsk 2017)[4]
- Instalacja KOD (Gdynia 2018)[17]
- H&O Harmonia Obiektywna (Zamość 2018)[9][18]
- Biała Fotografia (Gdynia 2019)[3][10]
- Genotyp (Frombork 2024)[19]
- Czasoprzestrzeń – kopce czasu (Gdynia 2025)[20]

Źródło

## Projekty fotograficzne
- Performens – Intelektualna Pobudka Fotograficzna (2019)
- Biało-Czerwona (2018)[14][21][22]
- Instalacja KOD (2018)[12][17]
- Rzeczywistość Symetryczna (2017)
- Odyseja (2016)[11]
- Obraz polski (2015)[13]
- Genotyp (2014)[15]
- H&O Harmonia Obiektywna (2013)[9]
- Veduty (2002)

Źródło